# Bencollaghduff
Bencollaghduff (iriska: Binn Dubh) är ett berg i republiken Irland.   Det ligger i grevskapet County Galway och provinsen Connacht, i den västra delen av landet, 240 km väster om huvudstaden Dublin. Toppen på Bencollaghduff är 696 meter över havet, eller 285 meter över den omgivande terrängen. Bredden vid basen är 5,0 km.
Terrängen runt Bencollaghduff är huvudsakligen kuperad.Runt Bencollaghduff är det mycket glesbefolkat, med 4 invånare per kvadratkilometer. Närmaste större samhälle är Clifden, 14,1 km väster om Bencollaghduff. Trakten runt Bencollaghduff består i huvudsak av gräsmarker.